# DNK-metiltransferaza (citozin-N4-specifična)
DNK-metiltransferaza (citozin-4-specifična) (EC 2.1.1.113, modifikaciona metilaza, restrikciono-modifikacioni sistem, DNK(citozin-4)metiltransferaza, Mtase (formira m4C), S-adenozil--metionin:DNK-citozin 4-N-metiltransferaza) je enzim sa sistematskim imenom S-adenozil--metionin:DNK-citozin 4-metiltransferaza. Ovaj enzim katalizuje sledeću hemijsku reakciju
-adenozil--metionin + DNK citozin {\displaystyle \rightleftharpoons } -adenozil-L-homocistein + DNK 4-metilcitozin
Ovao je velika grupa enzima, većina kojih ima sličnu specifičnost sa enzimima grupa EC 3.1.21.3, EC 3.1.21.4 i EC 3.1.21.5.

## Literatura
- Nicholas C. Price; Lewis Stevens (1999). Fundamentals of Enzymology: The Cell and Molecular Biology of Catalytic Proteins (Third изд.). USA: Oxford University Press. ISBN 019850229X.
- Eric J. Toone (2006). Advances in Enzymology and Related Areas of Molecular Biology, Protein Evolution (Volume 75 изд.). Wiley-Interscience. ISBN 0471205036.
- Branden C; Tooze J. Introduction to Protein Structure. New York, NY: Garland Publishing. ISBN 0-8153-2305-0.
- Irwin H. Segel. Enzyme Kinetics: Behavior and Analysis of Rapid Equilibrium and Steady-State Enzyme Systems (Book 44 изд.). Wiley Classics Library. ISBN 0471303097.

## Spoljašnje veze
- Site-specific+DNA-methyltransferase+(cytosine-N4-specific) на 